# Villaverde de Medina
Villaverde de Medina est une commune de la province de Valladolid dans la communauté autonome de Castille-et-León en Espagne.

## Sites et patrimoine
Les édifices et sites notables de la commune sont :
- Église Santa María del Castillo (es)
- Chapelle de Carrión

Église Santa María del Castillo
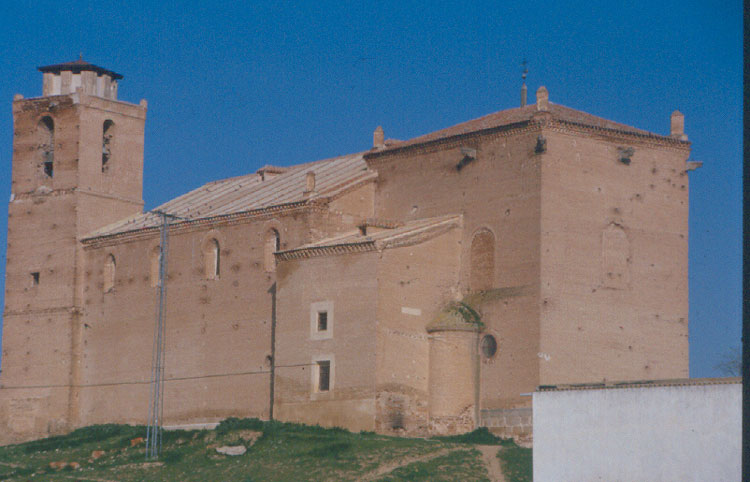
Vue générale. Fondation Joaquín Díaz.
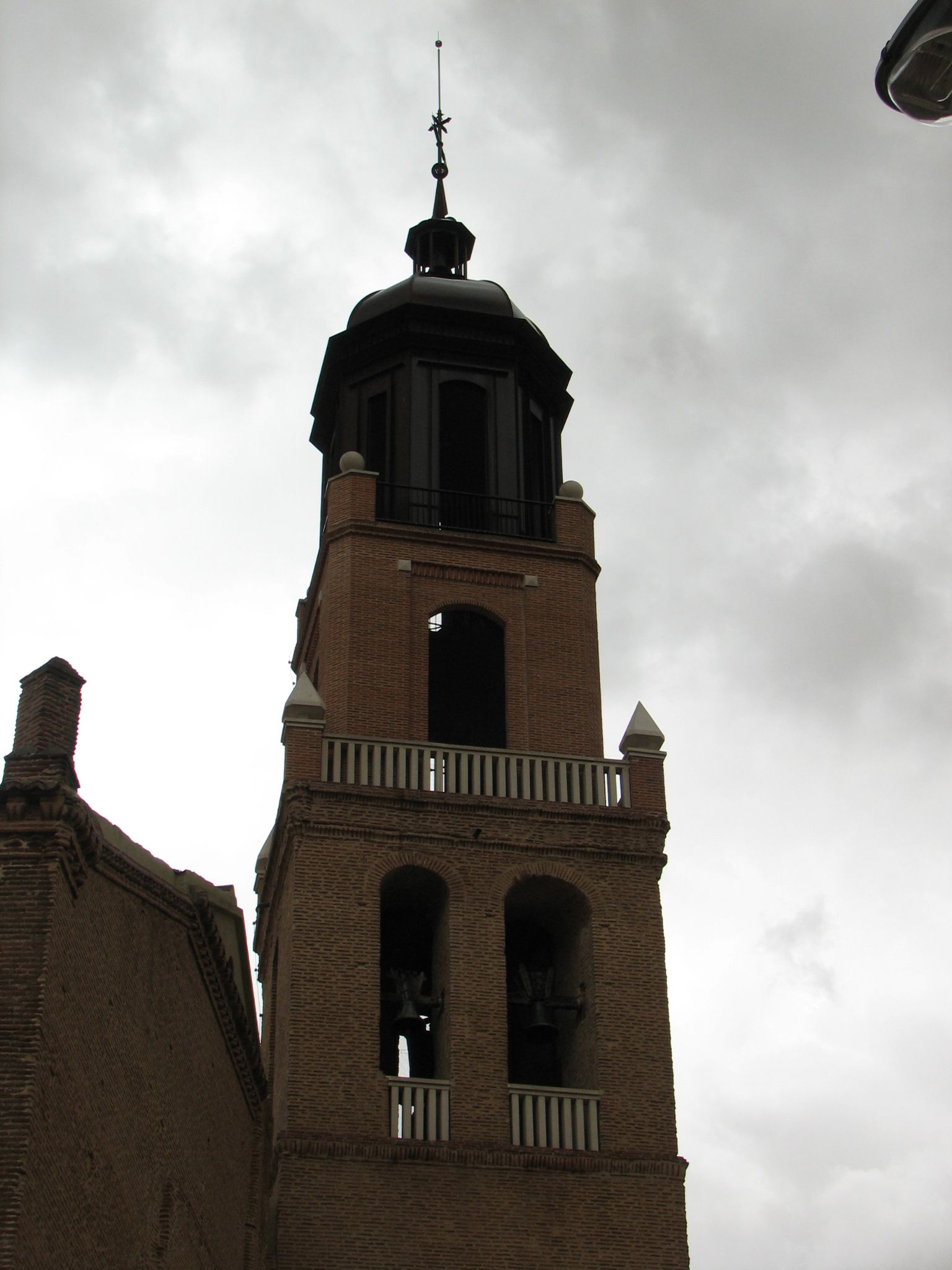
Tour.
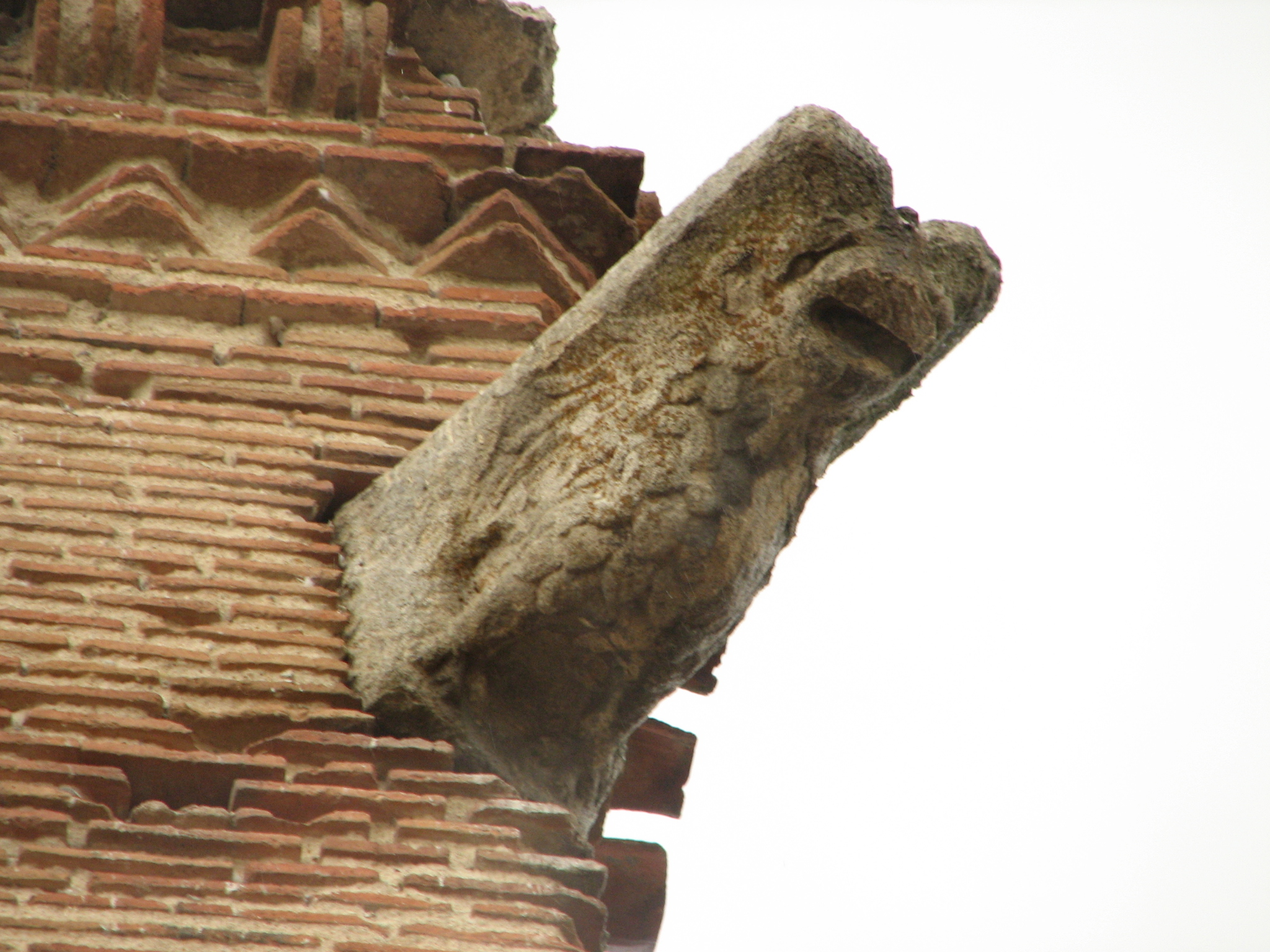
Gargouille.
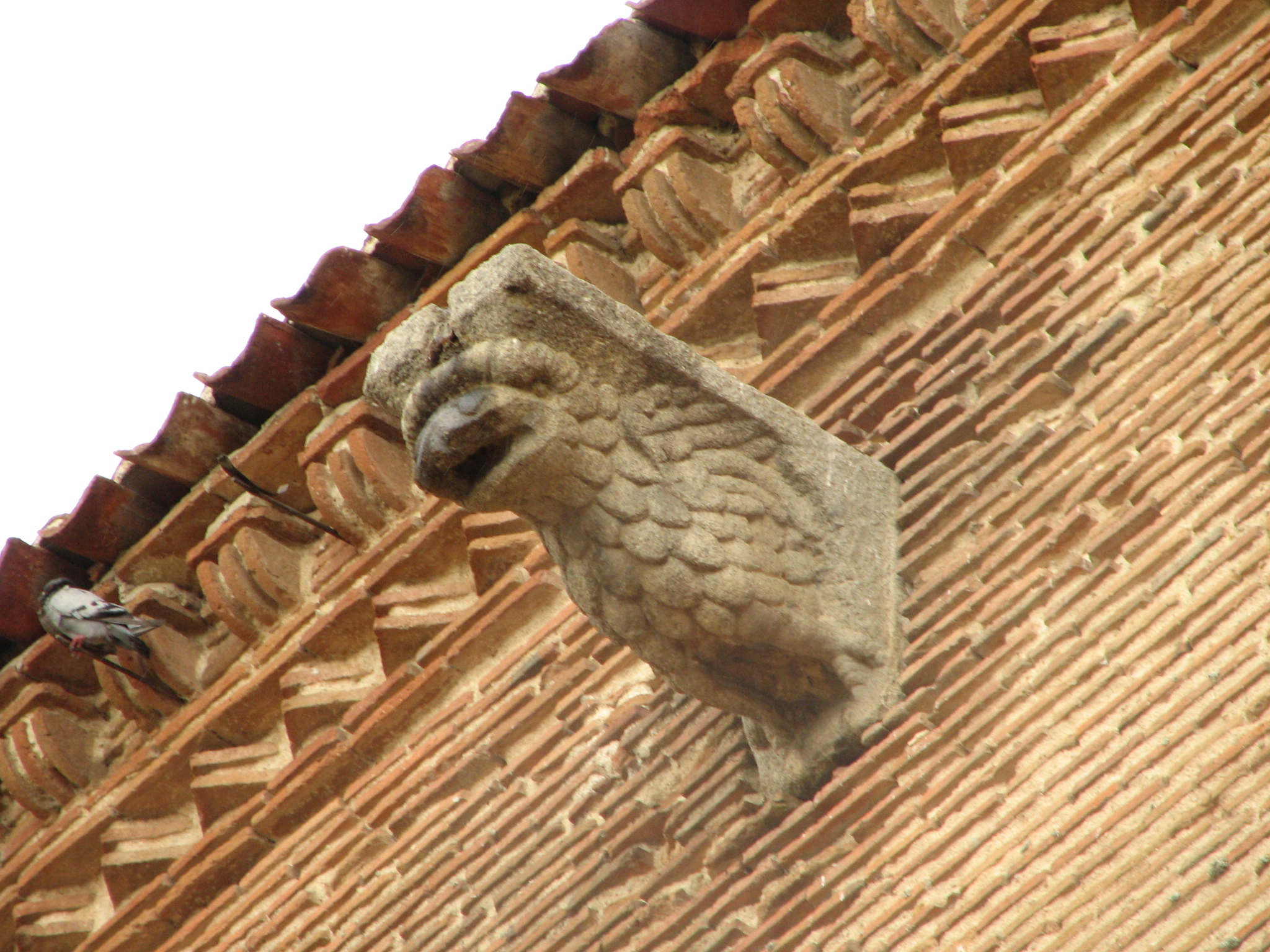
Gargouille.